# Liste der denkmalgeschützten Objekte in Reichersberg
Die Liste der denkmalgeschützten Objekte in Reichersberg enthält die 15 denkmalgeschützten, unbeweglichen Objekte der Gemeinde Reichersberg in Oberösterreich (Bezirk Ried im Innkreis).

## Denkmäler
| Foto |                 | Denkmal                                                                                      | Standort                                           | Beschreibung | Metadaten |
| ---- | --------------- | -------------------------------------------------------------------------------------------- | -------------------------------------------------- | --- | --- |
| ja   | Datei hochladen | Römische Villa Aichfeld HERIS-ID: 57549 Objekt-ID: 67733                                     | Flur Aichfeld Standort KG: Hart                    | | BDA-Hist.: Q38077219 Status: Bescheid Stand der BDA-Liste: 2025-06-30 Name: Römische Villa Aichfeld GstNr.: 214/1                                                      |
| ja   | Datei hochladen | Kath. Pfarrkirche hll. Petrus und Paulus und Friedhof HERIS-ID: 89800 Objekt-ID: 104455      | Münsteuer Standort KG: Hart                        | Eine Kirche wurde 1084 urkundlich genannt. Der gotische Kirchenbau aus Tuffstein wurde von 1456 bis 1458 erbaut. Marienkapelle und Sakristei wurden im Anfang des 16. Jahrhunderts angebaut. | BDA-Hist.: Q23541833 Status: § 2a Stand der BDA-Liste: 2025-06-30 Name: Kath. Pfarrkirche hll. Petrus und Paulus und Friedhof GstNr.: .182, 5020 Pfarrkirche Münsteuer |
| ja   | Datei hochladen | Wohnhaus, Sölde HERIS-ID: 89677 Objekt-ID: 104327                                            | bei Brunnengasse 4 Standort KG: Reichersberg       | Das kleine Holzblockhaus aus dem 17. bis 19. Jahrhundert, teilweise mit Fenstergittern, wurde erst nachträglich verputzt. | BDA-Hist.: Q37742205 Status: § 2a Stand der BDA-Liste: 2025-06-30 Name: Wohnhaus, Sölde GstNr.: .45                                                                    |
| ja   | Datei hochladen | Doblkapelle, Tobelkapelle HERIS-ID: 89682 Objekt-ID: 104332                                  | bei Doblkapellenweg 4 Standort KG: Reichersberg    | Die Tobelkapelle (meist: Doblkapelle) zum gekreuzigten Heiland liegt auf freiem Feld etwa 500 m südlich vom ehemaligen Meierhof gelegen. Sie wurde 1845 von Propst Anton Straub zur Erinnerung an den alten Pestfriedhof erbaut. Bis zum 2. Weltkrieg war sie, v. a. in der Fastenzeit, ein beliebtes Ziel von Wallfahrern.                                                                                             | BDA-Hist.: Q37742388 Status: § 2a Stand der BDA-Liste: 2025-06-30 Name: Doblkapelle, Tobelkapelle GstNr.: .119 Doblkapelle                                             |
| ja   | Datei hochladen | Augustinerchorherrenstift Reichersberg HERIS-ID: 52504 Objekt-ID: 59441                      | Hofmark 1 Standort KG: Reichersberg                | → Hauptartikel : Stift Reichersberg f1 | BDA-Hist.: Q2348639 Status: § 2a Stand der BDA-Liste: 2025-06-30 Name: Augustinerchorherrenstift Reichersberg GstNr.: .1, .2, 1/1, 3/1, 4, 5, 6, 8 Stift Reichersberg  |
| ja   | Datei hochladen | Gartenbaudenkmäler, Herrengarten HERIS-ID: 71649 Objekt-ID: 84843                            | bei Hofmark 1 Standort KG: Reichersberg            | | BDA-Hist.: Q38128141 Status: § 2a Stand der BDA-Liste: 2025-06-30 Name: Gartenbaudenkmäler, Herrengarten GstNr.: 26/1, 27, 34 Herrengarten Reichersberg                |
| ja   | Datei hochladen | Stiftspfarrkirche hl. Michael HERIS-ID: 52502 Objekt-ID: 59439                               | Hofmark 1 Standort KG: Reichersberg                | Eine Kirche wurde 1126 geweiht. Nach einem Brand erfolgte ab 1629 ein Neubau mit dem Baumeister Christoph Weiß aus Ried im Innkreis, welche 1644 geweiht wurde. 1774 stürzte der Turm ein. Von 1774 bis 1777 erfolgte ein Neubau mit dem Maurermeister Blasius Aichinger, dabei wurde der Turm nach Westen versetzt, womit das Langhaus verlängert erbaut werden konnte. Die Orgelempore wurde mit dem Langhaus erbaut. | BDA-Hist.: Q23541858 Status: § 2a Stand der BDA-Liste: 2025-06-30 Name: Stiftspfarrkirche hl. Michael GstNr.: .1 Stiftskirche Reichersberg                             |
| ja   | Datei hochladen | Bürgerhaus, ehem. Hofrichterhaus HERIS-ID: 38398 Objekt-ID: 37955                            | Hofmark 2 Standort KG: Reichersberg                | | BDA-Hist.: Q37980896 Status: Bescheid Stand der BDA-Liste: 2025-06-30 Name: Bürgerhaus, ehem. Hofrichterhaus GstNr.: 132 Hofrichterhaus, Reichersberg                  |
| ja   | Datei hochladen | Ehem. Schulmeisterhaus HERIS-ID: 89673 Objekt-ID: 104323                                     | Hofmark 3 Standort KG: Reichersberg                | | BDA-Hist.: Q37741691 Status: § 2a Stand der BDA-Liste: 2025-06-30 Name: Ehem. Schulmeisterhaus GstNr.: .62, 29 Schulmeisterhaus, Reichersberg                          |
| ja   | Datei hochladen | Stiftshaus HERIS-ID: 52501 Objekt-ID: 59434                                                  | Hofmark 6 Standort KG: Reichersberg                | | BDA-Hist.: Q38051850 Status: § 2a Stand der BDA-Liste: 2025-06-30 Name: Stiftshaus GstNr.: .58                                                                         |
| ja   | Datei hochladen | Friedhof, Friedhofskapelle und Kapelle hl. Johannes Nepomuk HERIS-ID: 71652 Objekt-ID: 84846 | zwischen Hofmark 6 und 8 Standort KG: Reichersberg | | BDA-Hist.: Q38128152 Status: § 2a Stand der BDA-Liste: 2025-06-30 Name: Friedhof, Friedhofskapelle und Kapelle hl. Johannes Nepomuk GstNr.: 129 Friedhof Reichersberg  |
| ja   | Datei hochladen | Ehem. Amtmannhaus HERIS-ID: 89665 Objekt-ID: 104315                                          | Hofmark 14 Standort KG: Reichersberg               | | BDA-Hist.: Q37741479 Status: § 2a Stand der BDA-Liste: 2025-06-30 Name: Ehem. Amtmannhaus GstNr.: 126 Former Amtmannhaus, Reichersberg                                 |
| ja   | Datei hochladen | Stiftsmeierhof HERIS-ID: 52503 Objekt-ID: 59440                                              | Meierhofstraße 7 Standort KG: Reichersberg         | | BDA-Hist.: Q38051867 Status: § 2a Stand der BDA-Liste: 2025-06-30 Name: Stiftsmeierhof GstNr.: .90 Stiftsmeierhof, Reichersberg                                        |
| ja   | Datei hochladen | Ehem. Mühle HERIS-ID: 89675 Objekt-ID: 104325                                                | Stiftstraße 9 Standort KG: Reichersberg            | | BDA-Hist.: Q37741914 Status: § 2a Stand der BDA-Liste: 2025-06-30 Name: Ehem. Mühle GstNr.: .4, 23/2 Former mill, Reichersberg                                         |
| ja   | Datei hochladen | Ehem. Zollhaus HERIS-ID: 45542 Objekt-ID: 46914                                              | Zollhausstrasse 8 Standort KG: Reichersberg        | | BDA-Hist.: Q38016682 Status: Bescheid Stand der BDA-Liste: 2025-06-30 Name: Ehem. Zollhaus GstNr.: 99/2                                                                |